# Giovanni Benevoli
Giovanni Benevoli detto anche Benivoli o Buonavoglia (Pietole, 1460 circa – 1526 circa) è stato un letterato, umanista e religioso italiano.

## Biografia
Nacque probabilmente a Pietole, luogo di nascita di Virgilio, nei pressi di Mantova e apprese sin da giovane le discipline umanistiche, che gli permisero di avvicinarsi alla corte dei Gonzaga, tanto da essere testimone delle ultime volontà del marchese di Mantova Ludovico, morto nel 1478.
Trascorse alcuni anni della sua vita alla corte gonzaghesca e si trasferì a Pesaro nel 1489, quando Maddalena Gonzaga, figlia di Federico I Gonzaga, andò in sposa a Giovanni Sforza, signore della città. Prese i voti e divenne canonico della cattedrale.
Lasciò la città e il suo incarico nel 1511 per fare ritorno a Mantova, quando divenne nel 1512 il precettore di Luigi Gonzaga "Rodomonte", primogenito di Ludovico, conte di Sabbioneta.

## Opere
- Monumentum Gonzagium. Poema storico epico sui Gonzaga[2][3] (1522-1526), i cui protagonisti sono Federico Gonzaga (da Bozzolo), Ludovico Gonzaga e Pirro Gonzaga.[4][5][6]